# Möwe (Schiff, 1926)
Die Möwe war ein Torpedoboot der deutschen Reichs- und späteren Kriegsmarine und das Typschiff der Raubvogel-Klasse. Sie kam als erster Torpedobootsneubau der Reichsmarine im Jahr 1926 in Dienst und wurde im Zweiten Weltkrieg eingesetzt. Der Torpedotreffer eines britischen U-Bootes setzte das Boot von Mai 1940 bis zum Frühjahr 1942 außer Gefecht.
Am 6. Juni 1944 gehörte die Möwe zu den wenigen Einheiten der Kriegsmarine, die bis zu den Invasionskräften bei der alliierten Landung in der Normandie vordringen konnten. Mit T 28 und der Jaguar konnte sie den norwegischen Zerstörer Svenner versenken. Bei einem schweren Luftangriff auf die in Le Havre konzentrierten leichten deutschen Seestreitkräfte am 14./15. Juni 1944 wurde die Möwe mit den Torpedobooten Falke, Kondor und Jaguar dort versenkt.

## Geschichte

### Bau und Indienststellung
Der Kiel der als Typschiff für den weiteren Torpedobootsbau vorgesehenen Möwe wurde am 2. Mai 1925 auf der Reichsmarinewerft Wilhelmshaven gelegt. Die Finanzierung erfolgte im Haushaltsjahr 1924, die Entwurfsarbeiten hatten bereits 1923 begonnen, wobei sich die Konstrukteure an den letzten Booten der Kaiserlichen Marine orientierten. Stapellauf war am 24. März 1926, die Indienststellung erfolgte am 1. Oktober 1926. Mit Indienststellung der Möwe konnte mit T 157 am 23. September 1926 das erste alte Torpedoboot (Baujahr 1908) aus der Zeit vor dem Ersten Weltkrieg ausgemustert werden. Bis zum September 1927 dauerten die Probefahrten, die ein Stabilitätsproblem zeigten. Zur Beseitigung musste die Möwe erneut in die Bauwerft für einige Umbauten wie später auch noch die Greif, die Seeadler und die Falke, die noch ohne die notwendigen Nachbesserungen abgeliefert wurden. Die Möwe stellte für diese Nachbesserungen am 15. Mai 1928 außer Dienst und wurde bei der 4. Torpedoboots-Halbflottille durch das Schwesterboot Albatros ersetzt.
Schon am 1. Oktober 1928 kam das Boot bei der 4. Halbflottille wieder in Dienst und nahm im April/Mai 1929 an der Auslandsreise der Flotte in spanische Gewässer teil. Bei der Ausfahrt aus Wilhelmshaven kollidierte die Möwe mit der Albatros. Nach notwendiger Reparatur folgten beide Boote der Flotte nach vier Tagen. An dieser Reise nahmen die Linienschiffe Schleswig-Holstein, Schlesien, Hessen und Elsass, das Flottillenführerboot II.T-Flottille, Wolf (Korvettenkapitän (KK) Schniewind) und die Schwesterboote Greif und Kondor teil. Die Möwe besuchte auf der Reise die Arosabucht und La Coruña. Am 22. August 1929 wurde die Möwe wieder außer Dienst gestellt und die Besatzung stieg auf das Schwesterboot Seeadler über.
Ab dem 30. August 1930 war die Möwe für die Wolf wieder im aktiven Dienst und übernahm auch für eine kurze Zeit die Aufgabe des Flottillenführerbootes. Sie kam Mitte Oktober 1930 zur 4. Halbflottille der II. Torpedobootsflottille, mit der sie im Sommer 1931 Libau besuchte und an der Flottenreise nach Norwegen teilnahm. 1932 gehörten zur Halbflottille neben der Möwe noch die Albatros, die Kondor und die Falke. Die Halbflottille besuchte unter dem Befehlshabers der Aufklärungsstreitkräfte (B.d.A), Konteradmiral Conrad Albrecht, auf dem Leichten Kreuzer Königsberg im Juli Stockholm. Im Rahmen der Ausbildungsfahrten folgten 1933 erneut Besuche in norwegischen Häfen und 1934 in norwegischen und schwedischen Häfen. Am 1. Oktober 1935 wurde die bisherige 4. Halbflottille in 4. Torpedoboots-Flottille in Wilhelmshaven, zu der neben der Möwe noch die Schwesterboote Greif, Kondor und Falke gehörten, umbenannt.
Ab August 1936 bis März 1938 erfolgten drei Einsätze des Bootes im Rahmen der sogenannten Neutralitätspatrouillen vor den spanischen Küsten. Der erste Einsatz erfolgte vom 11. August bis zum 15. September 1936 zusammen mit der Kondor nach den zuerst ausgelaufenen vier Booten der 2. Flottille (Seeadler, Albatros, Luchs, Leopard) mit dem Leichten Kreuzer Köln und den Panzerschiffen Deutschland und Admiral Scheer zur nordspanischen Küste, wo Häfen beider Bürgerkriegsparteien angelaufen wurden und deutsche und andere Flüchtlinge nach Frankreich evakuiert wurden. Die Kriegsschiffe übernahmen nicht nur Flüchtlinge, sondern sicherten auch die vielen vom Reich für die Rückführung Deutscher gecharterten Handelsschiffe. Abgelöst wurden die Kondor und die Möwe durch die Tiger und die Iltis der 3. Flottille.
Ein zweiter Spanien-Einsatz der Möwe erfolgte zusammen mit den drei anderen Booten der 4. T-Flottille und dem Leichten Kreuzer Nürnberg im den Deutschen zugeteilten Überwachungsabschnitt an der südspanischen Ostküste im Mittelmeer.
Der dritte Einsatz des Bootes begann im Oktober 1937 wieder mit der 4. Flottille (Greif, Kondor und Falke). Flaggschiff des deutschen Verbandes vor Spanien war während dieser Zeit überwiegend das Panzerschiff Deutschland. Der Rückruf der Boote erfolgte einen Tag vor dem deutschen Einmarsch nach Österreich (12. März), da man befürchtete, die Westmächte könnten die Boote als Faustpfand festsetzen. Am 29. März 1938 wurde das Boot dann außer Dienst gestellt.
Am 1. November 1938 stellte die Möwe wieder in Dienst. Sie bildete mit der Albatros und der Greif die 5. Torpedobootsflottille unter Korvettenkapitän Rudolf Heyke (1898–1940), zu der im Frühjahr 1939 noch die Falke und die Kondor traten, so dass bei Kriegsbeginn alle Boote der Raubvogel-Klasse außer der Seeadler zu dieser Flottille gehörten.

### Zweiter Weltkrieg
Mit den anderen Booten ihrer Klasse war die Möwe bei Kriegsbeginn Teil der 5. Torpedoboot-Flottille. Diese war unter anderem an der Sicherung des Legens von defensiven Minensperren in der Nordsee beteiligt.
Beim Unternehmen Weserübung im April 1940 war das Boot Teil der Kriegsschiffsgruppe 5, die Oslo besetzen sollte. Durch die Versenkung des Schweren Kreuzers Blücher in der Dröbak-Enge scheitert der geplante Ablauf.
Am 18. April 1940 sicherte die Möwe mit der Wolf und der Seeadler die Minenschiffe Hansestadt Danzig und Kaiser beim Verlegen der ersten beiden Sperrreihen der „Paternoster“-Sperre gegen U-Boote von je 250 Minen im Kattegat zwischen Skagen und dem schwedischen Leuchtturm Pater Noster. Am Abend warfen die Minenschiffe Roland, Cobra, Preußen und Königin Luise unter der Sicherung der Torpedoboote vier weitere Sperrreihen von jeweils 250 Minen. Am 29. und 30. April war die Möwe erneut an einem Minenunternehmen beteiligt. Die Minenschiffe Roland, Cobra, Kaiser und Preußen brachten die „Minensperre 17“ nördlich der Great Fisherman’s Bank mit über 1500 Minen zur Verlängerung der Westwall-Sperren aus und wurden durch die Möwe sowie die Zerstörer Richard Beitzen, Bruno Heinemann und die Torpedoboote Leopard, Wolf und Kondor gesichert. Auf dem Marsch zur Abwurfposition rammte die Preußen die Leopard wegen eines Ruderversagens des Torpedoboots, das sofort sank. Der Wolf gelang die Abbergung der Besatzung der Leopard, bis auf einen Mann: der Sohn Gernot des Flottenchefs Marschall wurde unmittelbar bei der Kollision getötet.
Während der Geleitsicherung der mit Versorgungsgütern für das Heer beladenen Motorschiffe Palime (1937, 2863 BRT) und Pelikan (1934, 3264 BRT) auf dem Marsch von Cuxhaven nach Stavanger wurde die Möwe am 8. Mai 1940 durch einen Torpedo des britischen U-Boots Taku auf der Position 56° 45′ N, 6° 12′ O nordwestlich von Esbjerg schwer beschädigt, konnte aber durch das Schwesterboot Kondor eingebracht werden. Durch den Treffer im Achterschiff hatte sie Schrauben und Ruder verloren. Das Torpedoboot wurde am 28. Mai 1940 in der Kriegsmarinewerft Wilhelmshaven außer Dienst gestellt.

### Erneute Einsätze nach Reparatur und Umbau
Nach der umfangreichen Reparatur und dem Umbau des Hecks wurde das Boot im April 1942 in Königsberg wieder in Dienst gestellt und trat zur Schulflottille. Die Möwe wurde formal im Sommer wieder der 5. T-Flottille zugeordnet und versah verschiedene Aufgaben vom neuen Stationierungsort Wilhelmshaven. Wegen verschiedener Mängel waren weitere Werftaufenthalte notwendig und erst im Frühjahr 1943 war das Boot wieder voll einsatzbereit.
Das Boot verblieb bei der 5. T-Flottille, deren Operationsraum in der Nordsee und im Westraum lag.
Anfang Mai 1943 war das Boot dem Führer der Minenschiffe unterstellt und sicherte mit der Jaguar und der Greif sowie zehn Minensuchern die Minenschiffe Brummer und Ostmark, die die Sperren „Samuel“ und „Quersprung“ zur Verstärkung der „Westwall“-Sperre ausbrachten. Einsätze mit der 5. T-Flottille unter Korvettenkapitän Rudolf Koppenhagen erfolgten dann zusammen mit der Falke, der Greif, der Kondor und dem Flottentorpedoboot T 22 bei Minenunternehmungen im Ärmelkanal am 4. und 6. Juni 1943. Das Boot verlegte dann mit der Flottille nach Brest. Die Flottille versah vorrangig Geleitaufgaben. So sicherten zwei bis vier Boote (auch anderer Flottillen) zu den deutschen Stützpunkten an der Biskaya zurücklaufende U-Tanker und beschädigte U-Boote. Gegen die Abwehr der Hauptbedrohung aus der Luft waren die alten Boote mit ihrer schwachen Flugabwehrbewaffnung aber nur bedingt geeignet, so dass die Boote zunehmend nachts zum Minenlegen eingesetzt wurden, wie Anfang September 1943, als die 5. T-Flottille mit T 19, T 25, T 26, T 27, Möwe und Greif am 3. und 9. September die Sperren „Taube“ und „Rebhuhn“ verlegte. Opfer dieser Sperren konnten nicht festgestellt werden. Die Sicherung der minenlegenden Boote erfolgte meist durch Schnellboote.

### Einsätze 1944

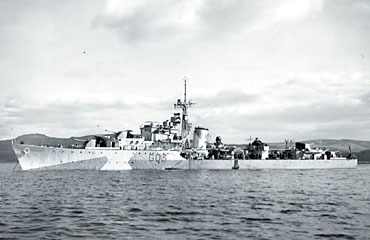
Der norwegische Zerstörer Svenner

Am 19./20. März 1944 nahm die Möwe mit dem Schwesterboot Greif an einem Vorstoß der Zerstörer Z 23 und ZH 1 sowie den Flottentorpedobooten T 27 und T 29 in die nördliche Biskaya teil, die die britische Luftüberwachung von deutschen Seetransporte abziehen sollte. Es kam zu keinem Feindkontakt. Danach wurde die Möwe mit der jetzt von Korvettenkapitän Hoffmann geführten 5. T-Flottille im Ärmelkanal am 21. und 22. März zusammen mit T 29, T 27, Kondor, Greif und Jaguar bei zwei Minenunternehmen nordwestlich Le Havre bzw. nördlich Fécamp eingesetzt, bei denen die Boote Defensivsperren mit jeweils 180 EMC-Minen legten. In den Nächten zum 25. und 26. März wurden nochmals je 180 weitere Minen von denselben Einheiten verlegt. Dabei wurden die Boote vor Barfleur von britischen Schnellbooten (MTBs) angegriffen, bei denen MTB 352 sank. In der Nacht zum 28. März brachten die Boote dann noch Sprengschutzmittel aus, um eine Räumung der bis dahin geworfenen Minensperren zu erschweren. Am 30. März verlegten die Torpedoboote aus Le Havre über Cherbourg zurück nach Brest.
Vom 17. bis 19. April sicherte die 5. T-Flottille mit T 27, T 29, Möwe, Greif und Kondor einen Geleitzug mit dem Tanker Mexphalte von Brest nach Cherbourg, dem neuen Einsatzhafen der Flottille. Von dort erfolgten weitere Einsätze zur Vervollständigung und Sicherung der defensiven Minenfelder an der Kanalküste durch die Kondor, die Möwe und die Greif. Am 24. kam es bei Barfleur erneut zu einem Gefecht mit MTBs, bei dem MTB 671 versenkt wurde. In der Nacht zum 28. April wurden die Boote von britischen Jagdbombern beim Verlegen einer weiteren Minensperre nördlich von Cherbourg angegriffen und gerieten bei den Ausweichmanövern in ein britisches Minenfeld. Nur die Kondor erhielt einen Minentreffer, konnte aber beschädigt nach Cherbourg eingebracht werden. Am 30. April führte die 5. T-Flottille mit der Möwe und der Greif zwei und am 1. Mai eine weitere defensive Minenunternehmung (Sperren „Blitz 38“, „Blitz 38A“ und „Blitz 39“) im Kanal mit 260 LMB Minen durch.
Am 23. Mai 1944 kam die Jaguar von Brest nach Cherbourg, um von dort in der Nacht zum 24. mit der Kondor, der Greif, der Falke, der Möwe und der 6. Minensuchflottille nach Le Havre zu verlegen. Auf dem Marsch wurde der deutsche Verband von britischen Flugzeugen mehrfach angegriffen. Ein Albacore-Torpedobomber versenkte die Greif in der Seinebucht; die Kondor und M 84 erreichten trotz schwerer Grundminentreffer Le Havre.

### Letzte Einsätze und Verlust derMöwe
Am 6. Juni 1944 lief die Möwe von Le Havre zusammen mit den einsatzfähigen Booten der 5. T-Flottille, T 28 und Jaguar, gegen die alliierte Invasionsflotte aus. Die Gruppe traf auf zur Eastern Naval Task Force gehörende britische Schiffe der Force S vor dem Landungsabschnitt Sword Beach. Die drei Boote verschossen dabei 16 Torpedos und konnten den norwegischen Zerstörer Svenner versenken. Weitere Angriffe gegen die Invasionsflotte in den folgenden Nächten blieben erfolglos.
In der Nacht vom 14. zum 15. Juni griffen Lancaster-Bomber des Royal Air Force Bomber Command den Hafen von Le Havre und die dort konzentrierten leichten deutschen Seestreitkräfte an, wobei unter anderem auch die Möwe auf 49° 28′ N, 0° 9′ O, die gerade reparierte Falke und ihr schon schwer beschädigtes Schwesterboot Kondor sowie die Jaguar durch Bombentreffer vernichtet wurden. Damit waren die letzten der von der Reichsmarine gebauten Torpedoboote der Raubvogel- und Raubtier-Klasse verloren.

## Kommandanten
| Zeitraum                                               | Kommandant                       | Lebenszeit | Bemerkung                                     |
| ------------------------------------------------------ | -------------------------------- | ---------- | --------------------------------------------- |
| 1. Oktober 1926 bis 15. Mai 1928                       | KL Ernst Fischer                 | 1894–1967  | zuletzt: KzS                                  |
| 1. Oktober 1928 bis 22. August 1929                    | OLzS Fritz Berger                | 1900–1973  | KzS                                           |
| 30. August bis September 1930                          | KL Hans-Joachim Gadow            | 1898–1978  | Konteradmiral                                 |
| September 1930 bis September 1932                      | OLzS/KL Werner Schöne            | 1899–1937  | OTL der Luftwaffe                             |
| September 1932 bis September 1934                      | OLzS/KL Hermann Jordan           | 1900–1945  | später Oberst der Luftwaffe, letztendlich KzS |
| September 1934 bis September 1936                      | KL Hansjürgen Reinicke           | 1902–1978  | KzS                                           |
| September 1936 bis 29. März 1938                       | KL Werner Pfeiffer               | 1906–      | KzS                                           |
| 1. November 1938 bis März 1940                         | KL Konrad Edler von Rennenkampff | 1906–1942  | KK                                            |
| März bis 28. Mai 1940                                  | KL Helmut Neuss                  | 1908–2009  | Konteradmiral der Bundesmarine                |
| April bis Juni 1942                                    | KL Paul Koch                     | 1901–      | KK                                            |
| Juni bis August 1942                                   | KL Konrad Loerke                 | 1909–1975  | KzS                                           |
| i. V.August 1942                                       | i.V. KL Weinlig                  | 1917–      |                                               |
| i. V.August bis Dezember 1942 i. V.Januar/Februar 1943 | i.V. LzS Fritz Löhrl             | 1919–      | FK                                            |
| Dezember 1942 – Januar 1943 i. V. September 1943       | KL Walter Lüdde-Neurath          | 1914–1990  | KK                                            |
| Februar bis September 1943 Oktober 1943 bis Juni 1944  | KL Helmut Bastian                | 1916–      | KL                                            |

## Technische Beschreibung
Als Prototyp wies die Möwe teils andere technische Spezifikationen gegenüber der späteren Serie auf. Die Länge über alles betrug nur 87,0 m im Vergleich zu 88,5 m der restlichen Boote, die Länge in der Wasserlinie 84,7 m statt 85,7 m bei einer Breite von 8,30 m sowie 3,65 m mittleren Tiefgang. Die Verdrängungswerte lagen bei 798 t Typ-, 976 t Konstruktions- und 1213 t Einsatzverdrängung. Offiziell war das Boot mit 800 t Typverdrängung angegeben. Der Rumpf war in Querspant-Längsband-Bauweise mit 13 wasserdichten Abteilungen und teilweisem Doppelboden gefertigt. Das Heck war im Gegensatz zu den Booten des Typs 1923 rund und nicht als Spiegelheck ausgeführt.

Nach einem Torpedotreffer im Achterschiff Anfang Mai 1940 wurde das schwerbeschädigte Boot Ende des Monats außer Dienst gestellt und in der Kriegsmarinewerft in Wilhelmshaven und ab Frühjahr 1941 bei Schichau in Königsberg bis April 1942 wieder repariert. Dabei verlor die Möwe ihr bisheriges Kreuzerheck und erhielt ein neues Spiegelheck wie die elf anderen Boote der Raubvogel- und Raubtier-Klasse. Sie war aber weiterhin etwa einen Meter kürzer als die Serienboote.
Die erreichbare Geschwindigkeit von 32 Knoten mit der Antriebsanlage aus einem 18,5-atü-Marineöl- und zwei Marineöl-Doppelkesseln und Blohm-&-Voss-Getriebeturbinen war um einen Knoten geringer als bei den späteren Serienbauten, da die Antriebsanlage mit 22.000 PSw weniger Leistung zur Verfügung stellte. Die Bunkerkapazität lag bei 321 m³ Öl für einen Fahrbereich von 2000 Seemeilen bei 20 Knoten.
Die Bewaffnung setzte sich bei Indienststellung aus drei 10,5-cm-Geschützen L/45, zwei Maschinengewehre sowie sechs 50-cm-Torpedorohren in zwei Drillingssätzen zusammen. Letztere wurden später durch solche mit 53,3 cm Durchmesser ersetzt. 1936 ersetzten 2-cm-Maschinenkanonen vom Typ C 30 die Maschinengewehre. Bei Kriegsbeginn hatten die Möwe und ihre Schwesterboote Wasserbombenwerfer und die Möglichkeit, bis zu 30 Minen mitzuführen. Die Flugabwehr-Bewaffnung wurde im Krieg verstärkt auf drei 2-cm-Einzelgeschütze Typ 38 und einen 2-cm-Vierling; ebenso kamen Funkmessgeräte an Bord.
Die Besatzung bestand anfangs aus vier Offizieren und 116 Mann. Im Krieg wurde sie etwas verstärkt.